# Sergej Vladimirovič Antufjev
Sergej Vladimirovič Antufjev (rusky Сергей Владимирович Антуфьев, * 22. září 1955, Kostanajská oblast, Kazašská sovětská socialistická republika) je ruský politik. Mezi lety 2007 a 2012 byl gubernátorem Smolenské oblasti.

## Externí odkazy

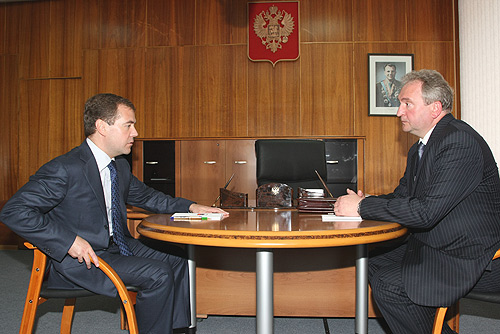
Sergej Antufjev v roce 2008 na setkání s prezidentem Ruské federace Dmitrijem Medveděvem